# José Manuel Rey
José Manuel Rey (20 maja 1975 w Caracas) – wenezuelski piłkarz grający na pozycji obrońcy. Mierzy 182 cm wzrostu.

## Kariera klubowa
Od 1999 roku jest podstawowym graczem drużyny narodowej. Grał w kilku klubach w swoim kraju, a większość zagranicznych przygód kończyło się szybkim powrotem do rodzimej ligi. Nie udało mu się przebić do podstawowego składu hiszpańskiego Deportivo La Coruña, nie pograł też długo w szkockim Dundee F.C. W latach 2007–2008 grał w cypryjskim AEK Larnaka. Obecnie jest piłkarzem Caracas FC.

## Kariera reprezentacyjna
Rey gra w kadrze od 1997 roku. Strzelił osiem goli w 103 meczach (stan na lipiec 2011). Brał udział w eliminacjach do mistrzostw świata 1998, 2002, 2006 i 2010. W tych ostatnich zdobył w meczu z Ekwadorem spektakularną bramkę z rzutu wolnego z około 45 metrów. Grał na Copa América 1999, Copa América 2001, Copa América 2004. Copa América 2007 i Copa América 2011.